# 웃음 요가

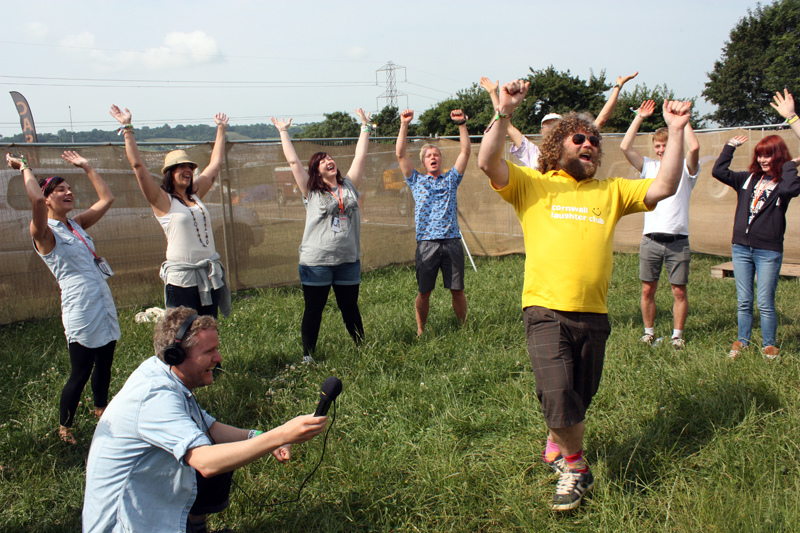
영국의 웃음 요가 행사

웃음 요가(Hasyayoga)는 장기간 자발적인 웃음을 수반하는 현대 운동이다. 이러한 유형의 요가는 자발적인 웃음이 자발적인 웃음과 유사한 생리적, 심리적 이점을 제공한다는 믿음에 기초한다. 일반적으로 그룹 단위로 진행되며 참가자들 사이에서 눈을 맞추고 장난을 많이 친다. 의도적인 웃음은 종종 실제적이고 전염성이 있는 웃음으로 변한다.
웃음 요가는 1960년대부터 매우 유사한 개념을 가르친 초기 웃음 선구자들의 작업을 현대화하고 단순화한 가정의인 마단 카타리아(Madan Kataria)에 의해 대중화되었다. 카타리아는 2002년에 출간한 책 '이유 없이 웃다'(Laugh For No Reason)에서 자신의 경험을 썼다.
웃음 요가는 53개국에서 발견된다. 전 세계적으로 약 5,000개의 웃음 요가 클럽이 있으며, 그 중 미국에는 약 200개가 있다.

## 같이 보기
- 세계 웃음의 날